# 第4軍団 (ドイツ連邦陸軍)
第4軍団（ドイツ語：IV. Korps）は、ドイツ連邦陸軍の軍団のひとつ。ドイツ再統一にともないドイツ民主共和国(東ドイツ)国家人民軍地上軍の編入・統合のため、1991年に設立され2002年に解散した。解散後は軍団の要員の一部は連邦軍出動指揮司令部に吸収される。軍団司令部はブランデンブルク州ポツダムに所在していた。

## 歴史

### 連邦軍東部司令部(Heereskommando Ost)
1990年10月4日、国家人民軍地上軍(Landstreitkräfte der NVA)の統合任務を担当するため、ドイツ連邦陸軍ではポツダム・シュトラウスベルクの旧地上軍司令部(Kommando Landstreitkräfte)を再編し、陸軍東部司令部(Heereskommando Ost)を設置する。陸軍東部司令部は当初、直属する陸上部隊を指揮下においていた。国家人民軍地上軍の第3軍管区（ライプツィヒ）と第5軍管区（ノイブランデンブルク）には、それぞれ第13装甲擲弾兵師団と第14装甲擲弾兵師団が新設され、第7防衛管区および第8防衛管区に改編された。また当初、陸軍東部司令部と新設された防衛管区は連邦軍東部司令部の指揮下におかれていた。

### 東部地域司令部 / 軍団(Korps / Territorialkommando Ost)
旧国家人民軍地上軍に対する指揮・指導の準備の為に、陸軍東部司令部は1991年4月16日までに東部地域司令部 / 軍団(Korps / Territorialkommando Ost)に改編される。これにより郷土防衛軍(Territorialheer)とNATO指揮下の野戦軍部隊は合併の上で隷属下におかれ、西ドイツ側で発表された陸軍第5次編制と一致した。しかし、NATO部隊（野戦軍）の東ドイツ内の旧国家人民軍駐屯地への移駐準備について、ドイツ駐留ソ連軍の撤退が完了する1994年8月までは、東ドイツ遠隔地への配置に関してはこれを行わないと正式に保証され、再編成は形式上では郷土防衛軍主体となった。正式には郷土防衛軍の組織は国家主導（ドイツ連邦政府）で野戦軍と違いNATOからは独立した軍部隊であるが、その後NATOの指揮構造と統合された。これについては2プラス4条約第5条第1項に明文化されていた。
1991年6月30日に連邦軍東部司令部は解散した。その後、東部地域司令部 / 軍団は陸軍総監に従属し、師団および防衛管区の指揮を引き継いだ。東ドイツ地域に駐屯する全ドイツ軍陸上部隊は以下の通りであった。
- 第7防衛管区 / 師団
- 第8防衛管区 / 師団

東部地域司令部 / 軍団の当初の主要任務は隷下部隊を連邦軍に統合することであった。1993年4月1日に西ドイツ部隊としてはハンブルクから初めて移駐した第806衛生大隊が隷属する。1994年6月30日までにドイツ駐留ソ連軍の最後の部隊が撤退する事になっていたが、その1ヶ月後に東部軍司令部 / 軍団は新設された陸軍指揮司令部に正式に従属する。これにより東ドイツ部隊は初めてドイツ野戦軍に統合されNATOの指揮構造に結合された。

### 第4軍団
1995年の陸軍第5次編制により野戦軍と郷土防衛軍は統合された。同年1月1日には第4軍団 / 東部地域司令部に改称される。第4軍団には従来の野戦軍としての任務が付与された。東ドイツ地域の組織は防衛管区司令部に編入され、その後戦力基盤軍に改編された。この頃には3つの軍団（第1軍団、第2軍団、第3軍団）が多国籍軍団に改編される事になっていた。しかし、第4軍団のみはドイツ軍部隊のままであった。ただし、軍団は東部諸国の軍隊との協力関係構築のために相互に接続される。すでに1994年にはポーランド部隊と駐屯地などを共有していた。軍団の規模は約45,000人の兵員と約6,400台の車両を保有していた。1994年時点での軍団の所属は以下の通り。
- 第4下士官学校　在デーリッチュ（1991年4月24日に編入）
- 司令部支援旅団　在シュターンスドルフ
  - 旅団司令部および通信隊
  - 地誌隊
  - 軍楽隊
- 第4後方支援旅団　在シュトラウスベルク（第143輸送大隊、1990年10月3日に後方支援連隊へ編入）
  - 整備隊、輸送隊、補給隊および補給処
- 第4衛生旅団　在ペルレベルク
  - 救急中隊など
- 第36陸軍航空連隊　在フリッツラール
  - 第60対戦車ヘリコプター隊

軍団直轄運用の部隊
- 第400陸軍航空偵察・連絡隊　在コトブス
- 第610装甲地対空ミサイル連隊　在ライプツィヒ
- 第300長距離偵察中隊　在フリッツラール
- 第300前線情報教導中隊　在ディーツ

1995年2月3日に軍団はNATOとの指示関係におさまる。新たな陸軍編制は「新任務のための新陸軍（Neues Heer für neue Aufgaben）」の方針の下で、衛生旅団が陸軍支援司令部に隷属する。軍団は1995年中に以下の様な基本的構成となる。
- 野戦通信中隊（非現役）
- 司令部支援旅団
  - 司令部および通信連隊
  - 通信接続中隊
  - 電子戦中隊
  - 地誌中隊
  - 軍団軍楽隊
- 第13装甲擲弾兵師団 / 第7防衛管区司令部　在ライプツィヒ
- 第14装甲擲弾兵師団 / 第8防衛管区司令部　在ノイブランデンブルク

2001年までに師団と防衛管区は合併される。
1997年4月3日に第1航空機動旅団（緊急展開部隊に指定）がフリッツラーにて新設され、約3,300人の兵員が新たに隷下におさまる。第4軍団は2001年7月1日に陸軍部隊の指揮当局により解散が決定され、2002年3月31日に軍団は解散される。解散後、軍団司令部は連邦軍出動指揮司令部に吸収された。元隷下部隊のうち第13および第14師団は陸軍指揮司令部の隷下に収まった。

### 実働任務
軍団が実在した約10年の間に各種の実働任務に出動していた。
国内
- 1992年夏 - ザクセン州、ブランデンブルク州およびメクレンブルク＝フォアポンメルン州の森林火災に1,700人が出動。
- 1992年夏 - 農地干魃のため緊急救援活動。
- 1993年と1994年夏 - ブランデンブルクの森林火災。
- 1994年春 - テューリンゲン州とザクセン＝アンハルト州での洪水対策に1,100人が出動。
- 1997年夏 - 洪水のため出動。
- 2002年夏 - エルベ川の氾濫に出動。

国外
- 平和安定化部隊（SFOR）、ボスニア
- コソボ治安維持部隊（KFOR）、コソボ
- 国際治安支援部隊（ISAF）、アフガニスタン

## 歴代司令官
| 連邦軍東部司令部（1991年3月まで） |                                                                         |               |               |
| 1                                 | ヨルク・シェーンボーム陸軍中将 de:Jörg Schönbohm                        | 1990年10月3日 | 1991年4月     |
| 東部地域司令部（1991年4月から）   |                                                                         |               |               |
| 2                                 | ヴェルナー・フォン・シェフェン陸軍中将 de:Werner von Scheven            | 1991年4月     | 1994年9月30日 |
| 第4軍団長（1995年1月から）        |                                                                         |               |               |
| 3                                 | ヨアヒム・シュペアリンク陸軍中将 de:Joachim Spiering                    | 1994年10月1日 | 1998年3月     |
| 4                                 | ハンス＝ペーター・フォン・キルヒバッハ陸軍中将 Hans-Peter von Kirchbach | 1998年4月     | 1999年3月     |
| 5                                 | ライナー・シューヴィルト陸軍中将 de:Rainer Schuwirth                    | 1999年4月     | 2001年1月     |
| 6                                 | フリードリヒ・ライヒマン陸軍中将 de:Friedrich Riechmann                 | 2001年1月     | 2001年6月     |